# Puertas cerradas (deporte)

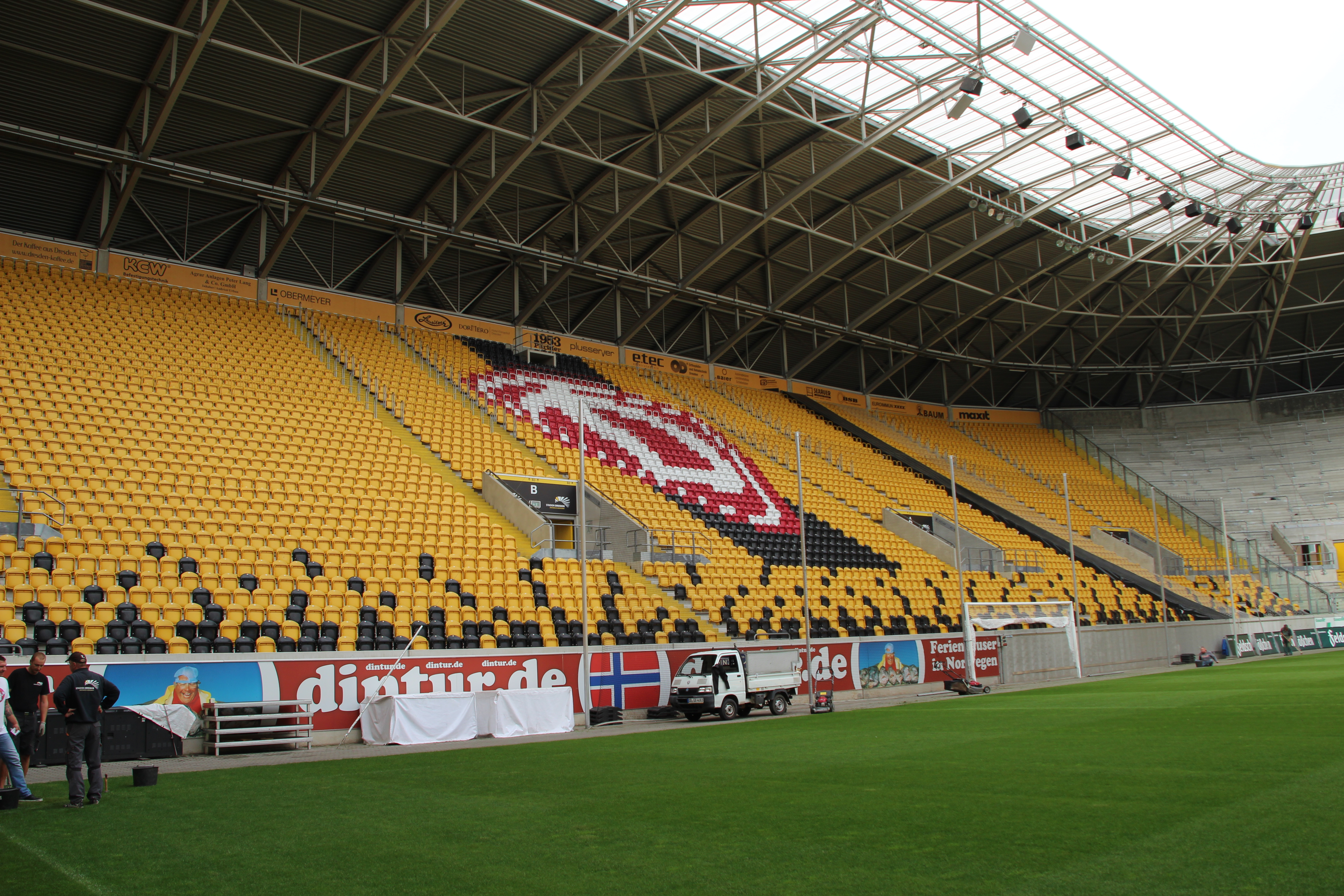
Estadio vacío en Dresde, Alemania.

En deporte, el término puertas cerradas, en España a puerta cerrada (también conocido como «juego de fantasmas»), utilizado principalmente por  la asociación del fútbol, se emplea para describir los partidos jugados en los que los espectadores no pueden ver en el estadio. Las razones de esto pueden incluir la sanción para un equipo declarado culpable de un determinado acto en el pasado, problemas de seguridad del estadio, problemas de salud pública o para prevenir enfrentamientos potencialmente peligrosos entre aficionados rivales. En el fútbol se establece en los artículos 7, 12 y 24 del código disciplinario de la FIFA.
Los juegos sin multitudes son una ocurrencia inusual, aunque no desconocida, en los deportes europeos. Cuando ocurren, generalmente es el resultado de eventos que escapan al control de los equipos u aficionados, como preocupaciones relacionadas con ultras disturbios civiles más amplios no relacionados con el juego, problemas de salud pública o relacionadas con el clima. Por ejemplo, la pandemia de COVID-19 provocó que la mitad de temporada 2020 de 1. Bundesliga y la temporada 2020 de la MLB se jugararon a puertas cerradas.

## Historia

### Fútbol
En el caso de un juego fantasma, el acceso al estadio solo se otorga a las personas directamente involucradas en el juego, los comisarios y el personal de seguridad y, si corresponde, los representantes de los medios de comunicación, los oficiales del club y el personal de servicio; las tribunas permanecen vacías. Esta medida suele ir precedida de una mala conducta de los seguidores del club local en un partido anterior. Los seguidores del club visitante también son rechazados, aunque no son responsables.
Programar un juego a puertas cerradas trae como resultado una pérdida de ingresos para el club local debido a la falta de tarifas de entrada y, por lo tanto, es un medio popular y generalmente también efectivo de presión sobre el club en cuestión, además de la amenaza de multas o deducciones de puntos. Como posibilidad adicional de sanciones, algunos encuentros están sujetos a la exclusión parcial de espectadores, en los que se inhabilitan tribunas individuales o tribunas enteras, pero los asientos restantes permanecen habilitados.

## Pandemia de COVID-19
Los juegos sin multitudes se han convertido en la norma debido a la pandemia de COVID-19, debido a las restricciones impuestas por gobiernos a las grandes concentraciones para contener el virus. Muchos eventos que no fueron pospuestos ni cancelados se llevaron a cabo a puerta cerrada sólo como eventos de transmisión.